# Verband der Gemeinschaften in der Evangelischen Kirche in Schleswig-Holstein

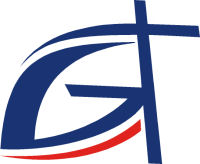
Verbandslogo

Der Verband der Gemeinschaften in der Evangelischen Kirche in Schleswig-Holstein e. V. (Gemeinschaftsverband) ist ein Zusammenschluss von Christen, die innerhalb der Evangelischen Kirche die Anliegen des biblisch-reformatorischen Pietismus vertreten. Der Verein mit Sitz in Kiel setzt sich aus 17 Gemeinschaften zusammen, die an vielen Orten in Schleswig-Holstein aktiv sind. Der Gemeinschaftsverband ist Mitglied im Evangelischen Gnadauer Gemeinschaftsverband e. V.

## Geschichte
Am 1. Advent 1857 erfolgte die Gründung des „Vereins für Innere Mission in Holstein“ auf dem Hof Bornholdt in Aspern. Als erster „Sendbote“ des Vereins wurde 1860 Hinrich Hieronymus Sommer berufen. Das erste Gemeinschaftshaus wurde 1877 in Elmshorn eingeweiht, ein weiteres 1886 in Neumünster.
1888 war die Einberufung der ersten „Gnadauer Pfingstkonferenz“ in Gnadau bei Magdeburg. Im gleichen Jahr erfolgte die Einweihung des Waisenhauses „Elisabethheim“ in Havetoft, dessen Gründer Pastor Johannes Witt war. Pastor Johannes Röschmann aus Itzehoe wurde 1891 zum ersten Inspektor des Vereins berufen.
1892 wurde die heute noch bestehende Vereinsbuchhandlung G. Ihloff & Co. in Neumünster gegründet. 1892 erfolgte die Ausgabe des ersten einheitlichen Liederbuchs der Deutschen Gemeinschaftsbewegung („Reichs-Lieder Deutsches Gemeinschafts-Liederbuch“).
Aus dem ehemaligen „Deutschen Evangelisationsverein“, der zwischenzeitlich noch andere Bezeichnungen trug, wurde 1897 der „Deutsche Verband für evangelische Gemeinschaftspflege und Evangelisation“ („Gnadauer Verband“) gegründet. Zwischen 1897 und 1904 erfolgte die Einweihung der Gemeinschaftshäuser in Uetersen, Barmstedt, Kiel, Lübeck, Glückstadt, Sonderburg, Bredstedt, Möllmark und Wilster. Am 18. Dezember 1904 war die Gründung des Jugendverbandes „EC-Nordbund“.
Am 24. Juli 1907 kam es zur Eintragung des Vereins für Innere Mission unter dem Namen „Gemeinschaftsverein in Schleswig-Holstein“ im Vereinsregister des Amtsgerichts Neumünster unter der Nummer 2. Er gehört somit zu den ältesten Vereinen Schleswig-Holsteins.
Ab 1960 wurde ein Gelände in Karlsminde an der Eckernförder Bucht gepachtet. In den Folgejahren entstand hier ein Freizeitlager. Am 22. Mai 1981 kam es zur Eröffnung des „Erholungs- und Rüstzentrums“ am Wittensee (später: „Erholungs- und Bildungszentrum Wittensee“) in Bünsdorf.
Nach Öffnung der deutsch-deutschen Grenze entwickelten sich in den Jahren 1989/90 Partnerschaften zwischen Gemeinschaften aus dem Mecklenburgischen Gemeinschaftsverband und dem Schleswig-Holsteinischen Gemeinschaftsverband.
1996 fand ein Kongress der Willow Creek Community Church in Hamburg statt. In der Folge dieses Kongresses gewinnen Gottesdienste und andere Veranstaltungen in den Gemeinschaften in den Folgejahren an Kreativität.
Mit einer Satzungsänderung im Jahre 2006 wurde der Vereinsname in „Verband der Gemeinschaften in der Evangelischen Kirche in Schleswig-Holstein e. V.“ geändert.

## Väter der Gemeinschaftsbewegung

### Hinrich Hieronymus Sommer (1804–1861)
Hinrich Hieronymus Sommer wurde am 23. März 1804 in Husum geboren. Er lernte ebenso wie sein Vater das Schuhmacherhandwerk. Am 26. Mai 1835 heiratete er in Husum. Hinrich Hieronymus Sommer zählt zu den Gründern des entstehenden Vereins der Inneren Mission in Schleswig-Holstein. In dessen erstem Statut wurde er als „Wortführer“ benannt, der als Sprecher des Vorstandes 1857 wesentlich an der Zusammenführung der im Lande verstreuten Gemeinschaftskreise teilhatte. Der Verein berief ihn 1860 zum ersten fest angestellten „Sendboten“. Sommer zog durch das ganze Land, besuchte in zehn Monaten 131 Orte, predigte und hielt Vorträge. Neben seinem aufreibenden Reisedienst lernte er noch Dänisch, Englisch und auch Griechisch, um das Neue Testament in der Muttersprache lesen zu können. Doch die Strapazen der Reisetätigkeit zehrten an seiner ohnehin schwachen Gesundheit. Am 20. Dezember 1861 starb Sommer in seiner Heimatstadt.

### Jasper von Oertzen (1833–1893)
Als Sohn des mecklenburgischen Ministerpräsidenten wurde Jasper von Oertzen am 10. August 1833 in Rostock geboren. Nach beruflichen Tätigkeiten in der österreichischen Armee, die er wegen einer Lungenkrankheit aufgeben musste, und als Landwirt auf einem Gut, das ihm sein Vater gekauft hatte, entdeckte Johann Hinrich Wichern die menschenfreundlichen Qualitäten des Adligen und gewann ihn als Diakon und Hausvater für das Rauhe Haus in Hamburg. Dort arbeitete von Oertzen mit viel Liebe und Geschick unter Jugendlichen, die ähnlich schwer zu erziehen waren, wie er es in seiner Jugend war. Von 1875 bis 1884 leitete er die von Wichern gegründete Hamburger Stadtmission. Baron Jasper von Oertzen lagen – wie seinem Förderer Wichern – die Menschen und die Innere Mission ebenso am Herzen wie die Beheimatung in der lutherischen Kirche. Beides qualifizierte ihn für die Leitung des Gemeinschaftsvereins. Von 1875 bis zu seinem Tod im Jahre 1893 war er dessen Vorsitzender. Zugleich war er Vorsitzender im Norddeutschen Jünglingsbund (ab 1880), Vorsitzender des Christlichen Vereins junger Männer (ab 1885), Mitglied im Vorstand des Rauhen Hauses, Mitbegründer und Vorsitzender der ersten drei Gnadauer Konferenzen von 1888, 1890 und 1892, Vorsitzender des Deutschen Evangelisationsvereins, Vorsitzender der Evangelistenschule Johanneum, Vorsitzender im Deutschen Komitee für evangelische Gemeinschaftspflege und Vorsteher des Trinkerasyls Sophienhof in Mecklenburg. Bei der Leitung des damaligen Vereins für Innere Mission war es Baron Jasper von Oertzen wichtig, dass der Gemeinschaftsverein eine innerkirchliche Bewegung bleibt. Er blickte über den Tellerrand des Wirkungsbereiches des eigenen Gemeinschaftsvereins hinaus und wirkte auch bei der Zusammenführung der Gemeinschaftsbewegung in ganz Deutschland mit. Die Beauftragung und Förderung von Mitarbeitern war ihm ebenfalls ein wichtiges Anliegen. So hat er z. B. die Zahl der „Sendboten“ kontinuierlich von zwei auf zwölf erhöht. Baron Jasper von Oertzen starb am 14. November 1893.

### Johannes Röschmann (1862–1901)
Johannes Röschmann wurde am 12. Oktober 1862 geboren. Er absolvierte nach seinem Abitur ein Theologiestudium in Kiel und Erlangen. Anschließend wurde ihm eine Pfarrstelle in Itzehoe übertragen. Johannes Röschmann pflegte einen engen Kontakt zum Gemeinschaftsverein und wurde 1891 erster Inspektor der Vereinsgeschichte. Auf Röschmanns Anregung wurde die Vereinsbuchhandlung gegründet, und auch ein eigenes Gesangbuch brachte er gemeinsam mit dem Verlagsleiter Gustav Ihloff auf den Markt: Die „Reichslieder“ wurden über Jahrzehnte das gefragteste Liederbuch in der deutschen Gemeinschaftsbewegung. 1893 übernahm Röschmann eine neue Aufgabe in Hamburg. In den wenigen Jahren bis zu seinem frühen Tod 1901 baute er dort eine beachtliche Gemeinschaftsarbeit auf. Diese brachte unter anderem das stattliche Vereinshaus am Holstenwall sowie das Krankenhaus „Elim“ hervor. Pastor Johannes Röschmann starb am 17. Juli 1901.

### Johannes Witt (1862–1934)
Johannes Witt wurde 1862 in Paris geboren. Er war zweiter Inspektor des „Vereins für Innere Mission“ und Schwager seines Vorgängers Johannes Röschmann. 1895 zog er mit seiner Frau nach Kiel, wo er im darauf folgenden Jahr die „Kieler Mission“ als deutschen Zweig der „China-Inland-Mission“ gründete und in der örtlichen Gemeinschaft nach dem Bau des Evangelischen Missionshauses als „Gemeinschaftspastor“ wirkte. Nachdem es im Gemeinschaftsverein zu Missstimmungen über seine Person gekommen war und er sich mehr und mehr von der evangelischen Landeskirche distanziert hatte, legte er 1899 das Amt des Inspektors nieder. Bis 1904 war er als Missionsleiter in China tätig und kam anschließend wieder zurück nach Kiel. 1905 spaltete sich die Kieler Gemeinschaft. Witt leitete nun „seine“ Kieler Gemeinschaft bis zu seinem Tode im Jahre 1934. Die „Kieler China-Mission“ führte er als Privatmission bis 1921 weiter. Dann wurde diese an die Breklumer Mission verkauft.

### Andreas Graf von Bernstorff (1844–1907)
Andreas Graf von Bernstorff wurde am 20. Mai 1844 geboren. Nachdem er zunächst – ebenso wie sein Vater – im diplomatischen Dienst tätig gewesen war, wirkte er für einige Jahre als Landrat in Ratzeburg, bevor man ihn ins Kultusministerium nach Berlin berief. Dort war das kirchliche Bauwesen sein Ressort. Während seiner Zeit als ehrenamtlicher Vorsitzender der Gemeinschaften in Schleswig-Holstein von 1894 bis 1907 waren ihm auch dort die Baufragen wichtig. Er legte großen Wert darauf, den Verein in eigenen Häusern zu beheimaten und hatte viel Freude daran, fast jedes Jahr ein neues Gemeinschaftshaus zu eröffnen. Daneben kümmerte sich der gelernte Jurist intensiv um die rechtliche Organisation des Vereins. Dank seiner weitreichenden Beziehungen bahnte er für den Verein die Eintragung ins Vereinsregister an. Wenige Monate nach Andreas Graf von Bernstorffs Tod wurde der Verein im Jahre 1907 offiziell rechtsfähig.

### Weitere prägende Persönlichkeiten

#### Hans Werner von Tiele-Winckler (1865–1914)
Hans Werner von Tiele-Winckler wurde am 22. Februar 1865 geboren. Aufgewachsen in einer wohlhabenden Familie, schenkte ihm sein Vater beim Verlassen des Elternhauses das Gut Rothenmoor (bei Dahmen in Mecklenburg) und eine Zuckerfabrik. Nachdem von Tiele-Winckler Christ geworden war, wurde das Gut zum Treffpunkt vieler Christen, die hier Begegnung und Seelsorge suchten. Von Tiele-Winckler ließ sein Herrenhaus um einen Saal für 200 Besucher erweitern, lud Evangelisten ein und hielt theologische Konferenzen ab. Im Jahre 1907 wurde er Vorsitzender der Gemeinschaftsvereine von Mecklenburg und von Schleswig-Holstein. Kurz nach Beginn des Ersten Weltkrieges starb er im Oktober 1914.

#### Gustav Ihloff (1854–1938)
Gustav Ihloff wurde am 3. August 1854 geboren. Er begann zunächst eine Laufbahn als Beamter im Postdienst. Nachdem er Christ geworden war, zog er 1880 nach Segeberg, um dort eine Aufgabe als „Sendbote“ zu übernehmen. Der damalige Vorsitzende des Gemeinschaftsvereins, Jasper von Oertzen, holte ihn 1882 als Vereinssekretär nach Neumünster. Dort wirkte Gustav Ihloff vielfältig. Er gilt als eigentlicher Gründer der Gemeinschaft Neumünster. 1892 wurde er Verleger in der Vereinsbuchhandlung und gab mehrere Zeitschriften heraus. Zugleich war er ab 1907 Inspektor des Vereins und wurde 1914 in Personalunion auch dessen Vorsitzender. Dass er 1915 völlig erblindete, nachdem in kürzester Zeit drei seiner Söhne im Krieg gefallen waren, hielt ihn nicht davon ab, seine Ämter und Aufgaben auszufüllen. Erst 1923 konnte er die Aufgabe des Inspektors abgeben, 1934 – im Alter von fast 80 Jahren – auch die Aufgabe des Vorsitzenden. Gustav Ihloff starb am 26. Juni 1938 in Neumünster.

#### Karl Möbius (1878–1962)
Karl Möbius wurde am 27. Juli 1878 geboren. Er wurde schon mit 14 Jahren Christ. Als gelernter Antiquar und Buchhändler kam er 1901 als 23-Jähriger nach Neumünster und begann dort seine Tätigkeit bei der Fa. Ihloff. Die Zusammenarbeit mit seinem späteren Schwiegervater Gustav Ihloff verlief sehr erfolgreich. Verlag und Gemeinschaftsverein profitierten erheblich von der Umsicht und dem Ideenreichtum dieser beiden Männer. In den 1930er Jahren war Möbius ein äußerst sozialer Chef für etwa 100 Mitarbeiter des Betriebes. Mit scharfem Verstand beobachtete und kommentierte Möbius auch die politische Entwicklung. Seit 1934 Vorsitzender des Gemeinschaftsvereins warnte er unerschrocken vor den Irrtümern und Verbrechen des Nationalsozialismus und bewahrte die Gemeinschaften davor, sich auf breiter Ebene von dieser unheilvollen Bewegung vereinnahmen zu lassen. Gegen Möbius wurde daraufhin ein Schreibverbot verhängt. Dem Schriftleiter diverser Zeitschriften waren damit die Hände gebunden. Stattdessen verlegte er sich darauf, den Kontakt zu den Gemeinschaften durch persönliche Briefe aufrechtzuerhalten. Ein Bombenangriff zum Kriegsende vernichtete weit mehr als 5.000 Bände einer einzigartigen Bibliothek samt Archiv, die Möbius in 30 Jahren unermüdlich zusammengetragen hatte. Ein anderes Lebenswerk, die „Geschichte des Evangelischen Buchhandels“, konnte Karl Möbius noch fertigstellen, bevor er am 5. Mai 1962 starb.

#### Alfred Korthals (1905–1997)
Alfred Korthals wurde am 10. November 1905 geboren. Er war als Prediger und Evangelist, als Seelsorger und Musiker vielseitig begabt. Er erwies sich außerdem als charismatischer Leiter und prägte den Gemeinschaftsverein Schleswig-Holstein auf diese Weise unverkennbar. Durch seinen Dienst in der Jugend- und Bildungsarbeit, den er durch neue Impulse im Musikbereich ergänzte, förderte und prägte Korthals die Nachkriegsgeneration nachhaltig. Es war ihm wichtig, in immer neuen Formen und Worten zum Glauben an Jesus Christus einzuladen. Nach über 20-jähriger Tätigkeit als Prediger, die er überwiegend in Flensburg absolvierte, wurde Alfred Korthals 1951 zum Vorsitzenden des Gemeinschaftsvereins gewählt. Noch im gleichen Jahr wurde er zum Inspektor berufen. In dieser Doppelfunktion gestaltete Alfred Korthals den Gemeinschaftsverein um. Es war ihm wichtig, die Ortsgemeinschaften aus der Vereinzelung herauszuführen und ein Bewusstsein für die überregionalen Zusammenhänge zu schaffen. Auch theologisch weitete er den Horizont der Gemeinschaften, ohne dabei die feste Bindung an die Wahrheit der Bibel aus dem Blick zu verlieren. Nach seinem Ausscheiden aus dem aktiven Dienst im Jahre 1973 blieb Korthals für viele ein gefragter Seelsorger und Ratgeber. Bis zu seinem Tod am 18. September 1997 nahm er an der Arbeit des Verbandes regen Anteil.

#### Nicolaus Jessen-Thiesen (1928–2012)
Nicolaus Jessen-Thiesen wurde am 20. Oktober 1928 geboren. Beruflich war er als Landwirt tätig und übte darüber hinaus zahlreiche Ehrenämter aus. So war er jahrzehntelang Bürgermeister in seinem Heimatort Ahneby und übte mit theologischem Urteilsvermögen und kirchenpolitischem Weitblick verschiedene kirchliche Ämter vom örtlichen Kirchenvorstand bis zum Mitglied der Synode der Evangelischen Nordelbischen Kirche aus. 1976 übernahm er die Aufgabe des Vorsitzenden des Gemeinschaftsverbandes. Das Vertrauen, das Nicolaus Jessen-Thiesen aus seiner Mitwirkung in der Nordelbischen Kirche einerseits und in der Leitungsfunktion des Verbandes der Gemeinschaften andererseits genoss, nutzte er, um intensiv daran zu arbeiten, dass die Beziehungen der Gemeinschaften zur Kirche auf soliden Grund gestellt wurden. In der „Gemeinsamen Erklärung“ von 1977 und deren Ergänzung von 1990 gelang es, die Verbundenheit mit der Kirche zu manifestieren. Zugleich wurden den Gemeinschaften darin weitreichende Freiheiten eröffnet: Insbesondere für die Praxis von Amtshandlungen gibt es seither eine verlässliche Basis. Die Aufgabe der Vorsitzenden des Verbandes der Gemeinschaften nahm Nicolaus Jessen-Thiesen bis 1997 wahr. Neben seinen Aufgaben in Schleswig-Holstein übernahm er auch überregional im Dachverband der Deutschen Gemeinschaftsbewegung, dem Evangelischen Gnadauer Gemeinschaftsverband, Verantwortung und wirkte dort im Vorstand mit. Er verstarb am 12. Januar 2012.

#### Hans Repphun (1930–2022)
Hans Repphun wurde am 9. Januar 1930 geboren. Nach Tätigkeiten als Prediger in Ratzeburg und Neumünster, wurden ihm 1972 die Aufgaben des Inspektors des Gemeinschaftsverbandes übertragen. Der stets bescheidene Hans Repphun arbeitete mit Fleiß und Sorgfalt daran, den Verband nach innen und außen zu festigen. Zur Fortbildung der ehrenamtlichen Mitarbeiter rief er eine jährliche Kurzbibelschule ins Leben. Um für Freizeiten und Begegnungen den äußeren Rahmen zu schaffen, setzte er sich gemeinsam mit einigen Predigern sehr intensiv für den Bau eines Freizeitheims ein. Das Erholungs- und Bildungszentrum am Wittensee konnte 1981 eröffnet werden. Hans Repphun wurde 1993 in den Ruhestand verabschiedet. Seitdem wirkte er ehrenamtlich in der Hospizarbeit in seinem Wohnort und beim Führen des Archivs des Verbandes der Gemeinschaften mit.

### Vorsitzende
- 1874–1875 James Craig
- 1875–1893 Baron Jasper von Oertzen
- 1894–1907 Andreas Graf von Bernstorff
- 1907–1914 Freiherr Hans Werner von Tiele-Winckler
- 1914–1934 Gustav Ihloff
- 1934–1943 Karl Möbius
- 1943–1951 Johannes Goßmann
- 1951–1973 Alfred Korthals
- 1973–1975 Walter Lohrmann
- 1976–1997 Nicolaus Jessen-Thiesen
- 1997–2018 Enno Karstens[2]
- 2018–2023 Gunter Krahe (kommissarisch)
- seit 2023 vakant

### Inspektoren
- 1891–1893 Pastor Johannes Röschmann
- 1893–1899 Pastor Johannes Witt
- 1907–1923 Gustav Ihloff
- 1923–1935 Albrecht Voss
- 1940–1949 Johannes Goßmann
- 1949–1951 Heinrich Uloth
- 1951–1972 Alfred Korthals
- 1972–1993 Hans Repphun
- 1993–2017 Thomas Hohnecker
- seit 2017: Michael Stahl

## Arbeit des Gemeinschaftsverbandes
Der Gemeinschaftsverband ist geprägt von der Reformation Martin Luthers und dem Pietismus sowie von grundlegenden Einsichten der Gemeinschaftsbewegung. Die Mitglieder des Gemeinschaftsverbandes bekennen bei ihrer Aufnahme, dass sie an Jesus Christus als ihren Erlöser und Herrn glauben, die Bibel als Maßstab für ihr Leben anerkennen und die Gemeinschaft mit ihren Gaben, Fähigkeiten und finanziellen Mitteln fördern.
Die Gottesdienste (an manchen Orten: „Gemeinschaftsstunde“) sind die zentralen Veranstaltungen in den Gemeinschaften. Der Gottesdienstablauf in den Gemeinschaften wird gerade von Gästen oft als persönlich empfunden. Während die Predigt in der Regel vom Hauptamtlichen gehalten wird, sind es meist Ehrenamtliche, die durch den Gottesdienst führen sowie die anderen gottesdienstlichen Elemente beisteuern. Für Kinder findet meist ein paralleles Betreuungsangebot oder ein Kindergottesdienst statt. Die Mitglieder veranstalten regelmäßig Bibelstunden. Nachdem die Hausbibelkreise zwischenzeitlich nicht sehr geschätzt waren, gibt es sie heute wieder in fast allen Gemeinschaften. Daneben bestehen Kinder-, Jungschar- und Teenagergruppen. In mehreren Gemeinschaften bestehen Chöre (z. B. Posaunenchöre oder Gitarrenchöre) zum gemeinsamen Singen und Musizieren. Auch andere Musikgruppen, Bands und zahlreiche verschiedene Einzelinstrumente haben in Gottesdiensten und anderen Veranstaltungen ihren Platz.
Die Mittel, die der Gemeinschaftsverband zur Durchführung seiner Aufgaben benötigt, bringen seine Mitglieder und Freunde freiwillig auf. Der Gemeinschaftsverband finanziert sich insbesondere aus Mitgliedsbeiträgen und Spenden.

## Strukturen
Hauptamtliche Mitarbeiter in den Gemeinschaften sind Gemeinschaftspastoren (früher: Prediger) und mancherorts zusätzlich eine Gemeindepädagogin oder ein Gemeindepädagoge. Diese vom Gemeinschaftsverband fest angestellten theologischen Fachkräfte haben eine theologische Ausbildung absolviert.
Die meisten Aktivitäten in den Gemeinschaften und auch auf Verbandsebene werden von ehrenamtlichen Mitarbeitern vorbereitet und gestaltet.

### Verbandsvorstand
Der Verbandsvorstand besteht aus acht Mitgliedern. Sechs Mitglieder (Vorsitzender, stellvertretender Vorsitzender, Kassierer, stellvertretender Kassierer, Schriftführer, stellvertretender Schriftführer) werden von der Verbandsversammlung auf Vorschlag des Gemeinschaftsrates gewählt. Hinzu kommen der Inspektor und der von den hauptamtlichen Mitarbeitern vorgeschlagene Vertreter. Der Verbandsvorstand ist insbesondere für die Leitung und Geschäftsführung des Gemeinschaftsverbandes, die Berufung eines Inspektors, die Anstellung und Versetzung der hauptamtlichen Mitarbeiter, die Berufung des Vertreters der hauptamtlichen Mitarbeiter in den Verbandsvorstand sowie die Verwaltung des Vereinsvermögens verantwortlich.

### Verbandsversammlung
Die Verbandsversammlung ist verantwortlich für die geistliche Grundhaltung des Gemeinschaftsverbandes und wacht über die organisatorische Durchführung der Aufgaben des Gemeinschaftsverbandes. Sie wählt die Mitglieder des Verbandsvorstandes, des Gemeinschaftsrates und die Kassenprüfer. Sie nimmt den Jahresbericht des Verbandsvorstandes, die Jahresrechnung und den Bericht der Kassenprüfer entgegen und entscheidet über die Entlastung des Verbandsvorstandes, über Satzungsänderungen sowie die Auflösung des Vereins. An der Verbandsversammlung, die mindestens einmal jährlich stattfindet, können alle Verbandsmitglieder teilnehmen. Stimmberechtigt sind der Gemeinschaftsrat, die hauptamtlichen Mitarbeiter des Gemeinschaftsverbandes und die Beauftragten der Gemeinschaften (je angefangene 20 Mitglieder eine Person beauftragt).

### Verbandsvorsitzender
Der Verbandsvorsitzende hat die Aufgabe der Leitung und Geschäftsführung des Verbandsvorstandes, des Gemeinschaftsrates und der Verbandsversammlung. Dieses Amt ist derzeit vakant.

### Inspektor
Der Inspektor ist der geistliche Leiter des Gemeinschaftsverbandes. Er ist quasi Vorgesetzter der Prediger der einzelnen Gemeinschaften. Die Aufgaben des Inspektors werden seit 2017 von Michael Stahl wahrgenommen.

### Gemeinschaften
Die in einem bestimmten örtlichen Bereich wohnenden Mitglieder des Gemeinschaftsverbandes bilden eine Gemeinschaft. Diese hat keine rechtliche Eigenständigkeit, sondern ist Teileinheit des Gemeinschaftsverbandes. Aktuell (Stand 2024) gehören 17 Gemeinschaften zum Gemeinschaftsverband.
Die einzelnen örtlichen Gemeinschaften werden geleitet von Gemeinschaftsvorständen. Diese bestehen aus dem Vorsitzenden, dem stellvertretenden Vorsitzenden, dem Mitglied des Gemeinschaftsrates, den hauptamtlichen Mitarbeitern, dem Kassierer, dem Schriftführer und Verantwortlichen verschiedener Dienstbereiche. Die zu wählenden Mitglieder der Gemeinschaftsvorstände werden von der Gemeinschaftsmitgliederversammlung gewählt. Die Gemeinschaftsvorstände entscheiden auch über die Aufnahme von Mitgliedern.
Die Gemeinschaftsmitgliederversammlungen sind verantwortlich für die geistliche Grundhaltung der einzelnen örtlichen Gemeinschaften und wachen über die organisatorische Durchführung der Aufgaben der einzelnen örtlichen Gemeinschaften. Die Gemeinschaftsmitgliederversammlungen finden mindestens einmal jährlich statt. Alle Mitglieder der örtlichen Gemeinschaft sind stimmberechtigt.

### Erholungs- und Freizeiteinrichtungen
In Karlsminde an der Ostsee betreibt der Gemeinschaftsverband das Ferienlager Karlsminde. Im Jahre 1960 wurde ein am Aassee gelegenes Gelände gepachtet und in den Folgejahren zu einem Freizeitlager aufgebaut. Bei der Sturmflut im Oktober 2023 wurde das Lager überflutet und stark beschädigt. Nach dem aufwändigen Wiederaufbau konnte das Lager im Juli 2024 wieder eröffnet werden.
Seit 1981 betreibt der Verband das „Erholungs- und Bildungszentrum Wittensee“. Das Zentrum liegt im Naturpark Hüttener Berge am Wittensee. Die Ferienstätte ist ausgelegt für Familien- und Gruppenfreizeiten, Tagungen und mehrtägige Seminare.